# هيلين هيز
هيلين هايز ماك آرثر (بالإنجليزية: Helen Hayes)‏ (براون قبل الزواج، 10 أكتوبر 1900 – 17 مارس 1993) هي ممثلة أمريكية دامت مسيرتها 80 عامًا. في النهاية حصلت على لقب «سيدة المسرح الأمريكي الأولى»، وكانت واحدة من 15 شخصًا فازوا بجائزة إيغوت (جوائز إيمي وغرامي وأوسكار وتوني). حصلت هايز على وسام الحرية الرئاسي، وهو أعلى تكريم مدني في أمريكا، من الرئيس رونالد ريغان في عام 1986. في عام 1988، مُنحت الميدالية الوطنية للفنون.
تتمتع جوائز هيلين هايز السنوية، التي سُميت على اسمها، بامتياز معترف به في المسرح المهني في واشنطن الكبرى العاصمة، منذ عام 1984. في عام 1955، أعيد تسمية مسرح فولتون السابق في شارع 46 في منطقة مسرح برودواي في مدينة نيويورك إلى مسرح هيلين هايز. عندما هُدم هذا المكان في عام 1982، أعيد تسمية المسرح الصغير القريب على شرفها. تعتبر هيلين هايز واحدة من أعظم السيدات الرائدات في مسرح القرن العشرين.

## نشأتها
وُلدت هيلين هايز براون في واشنطن العاصمة في العاشر من أكتوبر 1900. كانت والدتها كاثرين إستيل (هايز قبل الزواج) أو إيسي، ممثلة طموحة عملت في شركات سياحية. عمل والدها فرانسيس فان أرنوم براون في عدد من الوظائف، بما في ذلك عمله ككاتب في مكتب براءات الاختراع في واشنطن وكمدير ومندوب مبيعات لجزار بالجملة. هاجر أجداد هايز الكاثوليك من أيرلندا خلال مجاعة أيرلندا الكبرى.
بدأت هايز مسيرتها الفنية في سن مبكرة. قالت إن أول ظهور لها في المسرح كان كمغنية في الخامسة من عمرها في مسرح بيلاسكو في واشنطن، في ساحة لافاييت، مقابل البيت الأبيض. بحلول سن العاشرة، صورت فيلمًا قصيرًا، جان آند ذا كاليكو دول (1910)، ولكنها انتقلت إلى هوليود فقط عندما وقّع زوجها، الكاتب المسرحي تشارلز ماك آرثر، على صفقة هوليوود. التحقت هايز بالمدرسة الابتدائية المرموقة التابعة للأكاديمية الدومينيكية، في الجزء الشرقي العلوي لمانهاتن، من عام 1910 حتى عام 1912، حيث ظهرت هناك في ذي أولد داتش، وليتل لورد فونتلروي (اللورد الصغير فونتلروي)، وغير ذلك من العروض. التحقت بأكاديمية دير القلب المقدس في واشنطن وتخرجت في عام 1917.

## حياتها المهنية

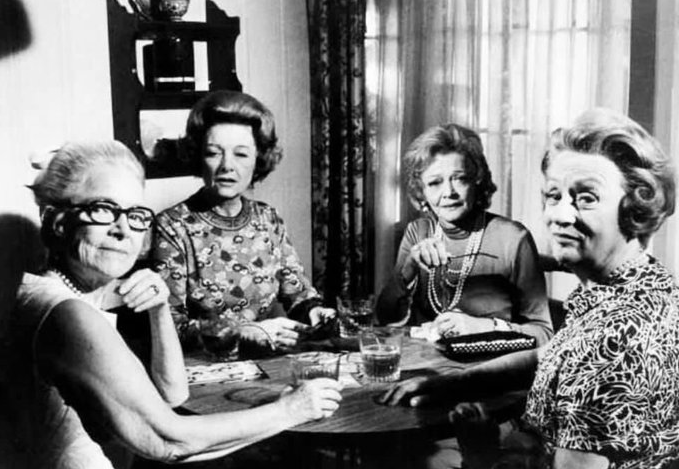
الممثلات الأمريكيات هيلين هيز، وميرنا لوي، وسيلفيا سيدني، وميلدريد ناتويك 1971 في موقع تصوير الفيلم التلفزيوني Do Not Fold, Spindle or Mutilate

كان أول ظهور فيلم صوتي لها في ذا سين أوف مادلون كلوديه (خطيئة مادلون كلوديه)، الذي فازت عنه بجائزة الأوسكار لأفضل ممثلة. تبعت ذلك بأدوار بطولة في كل من أروسميث (مع رونالد كولمان)، أفيرويل تو آرمز (وداعًا للسلاح) (مع غاري كوبر)، ذا وايت سستر (الراهبة البيضاء) (أمام كلارك غيبل)، آنذر لانغوج (أمام روبرت مونتغمري)، وات إيفري وومن نوز (إعادة لعرضها الشهير في برودواي)، وفانيسا: هير لاف ستوري مع روبرت مونتغمري أيضًا. لكن هايز لم تكن تفضل الفيلم على المسرح.
عادت هايز في النهاية إلى برودواي في عام 1935، حيث لعبت لمدة ثلاث سنوات الدور الرئيسي في فيكتوريا ريجينا (الملكة فيكتوريا) من إنتاج جيلبرت ميلر، مع فينسنت برايس بدور الأمير ألبرت، في مسرح برودهرست أولًا، ثيم في مسرح مارتن بيك (آل هيرشفيلد حاليًا).
في عام 1951، شاركت في إحياء برودواي لمسرحية ماري روز للكاتب جيمس ماثيور باري في مسرح أوغست ويلسون. في عام 1953، كانت أول من حصل على جائزة سارة سيدونس عن عملها في مسرح شيكاغو، مكررةً فوزها في عام 1969. عادت إلى هوليوود في خمسينيات القرن العشرين، وبدأ نجم فيلمها في الصعود. تألقت في ماي سن جون (1952) وأنستازيا (1956)، وفازت بجائزة الأوسكار لأفضل ممثلة مساعدة لدورها كمسافرة متهربة مسنة في فيلم الكوارث؛ إيربورت (1970). أعقبت ذلك بعدة أدوار في أفلام والت ديزني مثل هيربي رايدز أغين، ون أوف آور دايناسورز إز ميسنغ، وكاندلشو. اعتُبر أداؤها في أنستازيا عودة، إذ أوقفت مسيرتها المهنية لعدة سنوات بسبب وفاة ابنتها ماري وصحة زوجها المتدهورة.
في عام 1955، أعيد تسمية مسرح فولتون على اسمها. في ثمانينيات القرن العشرين، كانت المصالح التجارية ترغب في هدم ذلك المسرح وأربعة آخرين لبناء فندق كبير يضم مسرح ماركيز. طُلبت موافقة هايز ومُنحت لهدم المسرح المسمى على اسمها، على الرغم من أنه لم يكن لديها حصة في ملكية المبنى. استُخدمت أجزاء من مسرح هيلين هايز الأصلي في برودواي لبناء مركز شكسبير على الجزء الغربي العلوي من مانهاتن، الذي افتتحته هايز مع جوزيف باب في عام 1982. في عام 1983، أعيد تسمية المسرح الصغير في شارع 45 الغربي ليصبح مسرح هيلين هايز تكريمًا لها، وكذلك مسرح في ناياك، الذي أعيد تسميته منذ ذلك الحين إلى مركز ريفرسبيس للفنون. في أوائل عام 2014، رُمم الموقع وصُمم من قبل المصمم الداخلي داون هيرشكو، وأعيد افتتاحه كمطعم طريف لمأكولات الذواقة باسم بلايهاوس ماركت.
قالت هايز لصديقتها أنيتا لوس التي كانت تتحدث معها بشكل يومي تقريبًا على الهاتف؛ «كنت أعتقد أن نيويورك هي المكان الأكثر إثارة في العالم. أراهن أنها لا تزال كذلك، وإذا كنت متفرغة في الصيف القادم، سأثبت ذلك». بذلك، أقنعت لوس بأن تشرع في استكشاف جميع بلدات نيويورك الخمس. زاروا المدينة واستكشفوها: مستشفى بيليفو ليلًا، زورق القطر وهو ينقل النفايات إلى البحر، الحفلات، المكتبات، والأسواق البورتوريكية. تحدثوا إلى الأشخاص العاديين لمعرفة كيف عاشوا حياتهم وما جعل المدينة تنبض. كانت نتيجة هذا الجهد التعاوني؛ كتاب توايس أوفر لايتلي، الذي نُشر في عام 1972.
ليس واضحًا متى أو من أطلق على هايز لقب «سيدة المسرح الأولى». حملت صديقتها الممثلة كاثرين كورنيل هذا اللقب أيضًا، وكانت كل منهما تعتقد أن الأخرى تستحق ذلك اللقب. قال أحد النقاد أن كورنيل لعبت دور كل ملكة كما لو أنها كانت امرأة، بينما لعب هايز دور كل امرأة كما لو أنها كانت ملكة.
في 1982، مع صديقتها ليدي بيرد جونسون، أسست مركز البحث الوطني للزهور البرية، والآن أصبح مركز ليدي بيرد جونسون للزهور البرية في أوستين، تكساس. يحمي المركز النباتات المحلية والمناظر الطبيعية في أمريكا الشمالية ويحافظ عليهما.
سُميت جائزة هيلين هايز للمسرح في منطقة واشنطن العاصمة على شرفها. لديها نجمة في ممر الشهرة في هوليوود في شارع 6220 هوليوود بوليفارد. توجد هايز أيضًا في قاعة مشاهير المسرح الأمريكي.
كانت هايز كاثوليكية وجمهورية داعمة للأعمال التجارية وحضرت العديد من المؤتمرات الوطنية الجمهورية (بما في ذلك المؤتمر الذي عُقد في نيو أورلينز في عام 1988)، ولكنها لم تكن ذات صوت سياسي مثل العديد من الجمهوريين (على سبيل المثال، أدولف منجو، جنجر روجرز، جون واين، رونالد ريغان، وغيرهم) في مجتمع هوليوود في ذلك الوقت.
كتبت هايز ثلاث مذكرات: أ غيفت أوف جوي، أون ريفلكشن، وماي لايف إن إثري آكتس. من بين مواضيع هذه الكتب عودتها إلى الكاثوليكية الرومانية (إذ حُرمت من المشاركة في الكنيسة طيلة فترة زواجها من تشارلز ماك آرثر، الذي كان بروتستانتيًا مطلقًا)، وموت ابنتها الوحيدة ماري (1930-1949) الممثلة الطامحة، من شلل الأطفال في سن التاسعة عشر. انتقل ابن هايز المتبني؛ جيمس ماكارثر (1937-2010)، إلى عالم التمثيل، إذ شارك في بطولة هاواي فايف أو على التلفاز. شاركت هايز في هاواي فايف أو في حلقة عام 1975 «ريتاير إن سني هاواي فورإيفر» وبعد ذلك، في عام 1980، ظهر الاثنان في حلقة «نو غيرلز فور دوك/ميريج أوف كونفينيانس/ذا كولر/ذا ويتنس» من مسلسل ذا لاف بوت (قارب الحب).
أدخِلت هايز المستشفى عدة مرات إزاء الربو الذي تفاقم من غبار المسرح، ما اضطرها إلى التقاعد من المسرح في عام 1971، عن عمر يناهز 71 عامًا.
كان عرضها الأخير في برودواي إحياء لمسرحية هارفي في عام 1970، التي شاركت فيها البطولة مع جيمس ستيوارت. كتب كليف بارنس؛ «إنها تجسد سحرًا مهيجًا كما لو كان أسلوب تمثيل ...هي واحدة من هؤلاء الممثلين ...حيث أن مشاهدتها لما تفعل يكاد يكون ممتعًا بقدر الفعل ذاته». قضت معظم سنواتها الأخيرة في الكتابة وجمع المال للمنظمات التي تكافح الربو.

## وفاتها
توفيت هايز في 17 مارس 1993 في ناياك، نيويورك، بسبب قصور القلب الاحتقاني. كانت صديقة هايز؛ ليليان غيش، «سيدة السينما الأمريكية الأولى»، هي المستفيد المسمى من أملاكها، لكنها توفيت قبل أقل من شهر من وفاة هايز. دُفنت هايز في مقبرة أوك هيل في ناياك. كُرمت بطابع بريد أمريكي في عام 2011.

## وصلات خارجية
- هيلين هيز على موقع IMDb (الإنجليزية)
- هيلين هيز على موقع الموسوعة البريطانية (الإنجليزية)
- هيلين هيز على موقع روتن توميتوز (الإنجليزية)
- هيلين هيز على موقع مونزينجر (الألمانية)
- هيلين هيز على موقع ألو سيني (الفرنسية)
- هيلين هيز على موقع ميوزك برينز (الإنجليزية)
- هيلين هيز على موقع تيرنر كلاسيك موفيز (الإنجليزية)
- هيلين هيز على موقع أول موفي (الإنجليزية)
- هيلين هيز على موقع قاعدة بيانات برودواي على الإنترنت (الإنجليزية)
- هيلين هيز على موقع قاعدة بيانات الأفلام السويدية (السويدية)
- هيلين هيز في قاعدة بيانات أقل من برودواي على الإنترنت
- Official site
- Tribute site
- Helen Hayes papers, 1817-1963 (bulk dates 1905-1963), held by the Billy Rose Theatre Division, New York Public Library for the Performing Arts
- American Masters (PBS)
- The Helen Hayes Awards
- Photographs of Helen Hayes
- Lifetime Honors - National Medal of Arts